# Eurístenes

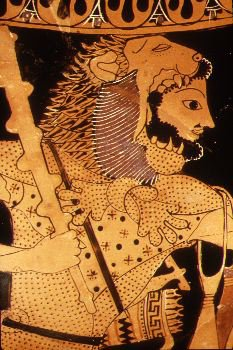
Imagen de Heracles con una piel de león; pintura de cerámica griega antigua, alrededor del de

En la mitología griega, Eurístenes (Εὐρυσθένης: «de amplio gobierno») fue uno de los Heraclidas, chozno de Heracles e hijo de Aristodemo y Argía. Junto a su gemelo Procles, recibió el territorio de Lacedemonia después de que Cresfontes, Témeno y Óxilo tomaran el Peloponeso. Eurístenes fue el mítico fundador de la Dinastía Agíada de los reyes de Esparta y el padre de su sucesor: Agis I.
Eurístenes también fue el nombre de uno de los hijos de Egipto. Fue asesinado por su esposa: Monuste, una de las Danaides.